# Chromatica
Chromatica es el sexto álbum de estudio de la cantautora estadounidense Lady Gaga, lanzado el 29 de mayo de 2020 bajo el sello de Interscope Records. Inicialmente su publicación estaba planificada para el 10 de abril de 2020, pero fue retrasada a causa de la pandemia de COVID-19. Musicalmente, cubre el dance pop con elementos de la música house, disco y electropop, que marca el retorno de Gaga a los géneros EDM tras haberse alejado desde su álbum Artpop (2013). Según la artista, Chromatica es «un recordatorio de su amor a la música electrónica». Gaga y BloodPop escribieron todas las canciones, con apoyo de músicos como Max Martin, Rami Yacoub, Axwell, Sebastian Ingrosso y Skrillex, con quienes trabajó por primera vez. Asimismo, incluye colaboraciones con Ariana Grande, Blackpink y Elton John. Líricamente, abarca temas como el empoderamiento, el feminismo, las enfermedades mentales, la superación de rupturas amorosas, la vanidad, las fiestas, entre otros.
El álbum recibió reseñas mayormente positivas por parte de la crítica especializada. Posee una puntuación de 79 sobre 100 en Metacritic, lo que la convierte en una de las producciones con mejores evaluaciones de la artista en dicho sitio web. Los expertos elogiaron el material especialmente por ser más cohesivo que sus álbumes anteriores, además de destacar aspectos como la producción, la profundidad de las letras y el registro vocal de Gaga, a quien también felicitaron por ofrecer un regreso sólido a la música dance pop. Además, fue nominado a los premios Grammy como mejor álbum de pop vocal. Por otra parte, Chromatica supuso un éxito comercial tras haber debutado en la primera posición de las listas semanales de álbumes más vendidos de países como Australia, Canadá, los Estados Unidos, Francia, Italia y el Reino Unido, además de ingresar al top 3 en Alemania y Japón. De igual forma recibió múltiples certificaciones de discos de oro y platino alrededor del mundo por sus ventas.
Como parte de su promoción, fue lanzado como sencillo el tema «Stupid Love», que ingresó al top 5 en los principales mercados del mundo. A ello le siguió el lanzamiento de un segundo sencillo, «Rain on Me», que alcanzó la primera posición en Canadá, los Estados Unidos y el Reino Unido. En 2021 salió a la venta un álbum de remezclas titulado Dawn of Chromatica, que incluyó colaboraciones con músicos como Charli XCX y Pabllo Vittar. En 2022, tuvo lugar la gira promocional del disco, The Chromatica Ball, que recaudó 112 millones de dólares tras ofrecer 22 espectáculos. Gaga dirigió y produjo un especial televisivo sobre la gira, Gaga Chromatica Ball, publicado por HBO Max en mayo de 2024.

## Antecedentes y anuncio
Después del lanzamiento de Joanne (2016), Gaga inició su quinta gira musical como solista, Joanne World Tour, a fin de promover el álbum alrededor del mundo. Poco tiempo después de iniciarla, en agosto de 2017 concedió una entrevista a Entertainment Weekly donde aseguró que ya estaba trabajando en su siguiente disco, especialmente en el concepto. Afirmó que había estado escribiendo varios temas y desarrollando ideas, pero que quería esperar antes de entrar en detalles. Poco después de la culminación de la primera etapa de la gira, reveló que sufría fibromialgia y ello llevó a que la etapa europea, que preveía llevarse a cabo entre septiembre y octubre de ese año, fuera cancelada. Mientras se encontraba en reposo, Gaga aprovechó para reunirse en los estudios con DJ White Shadow, con quien ya había trabajado en los álbumes Born This Way (2011) y Artpop (2013). A lo largo de 2018 e inicios de 2019, estuvo trabajando con músicos como SOPHIE, Boys Noize, Justin Tranter y BloodPop. El 1 de octubre de 2019, Gaga anunció a través de Twitter que el álbum se titularía Adele, aunque la prensa consideró tal declaración como una broma debido a su coincidencia con el nombre de la cantante británica.
El 25 de febrero de 2020, Gaga anunció el lanzamiento del primer sencillo «Stupid Love» con la publicación de un cartel, en el cual se leía la palabra chromatica, y la prensa especuló que se trataba del título del álbum. Posteriormente, el 2 de marzo, confirmó que ese era el apelativo del disco y sería lanzado oficialmente el 10 de abril, con un total de dieciséis canciones. En una entrevista con la radio francesa NRJ el 13 de marzo, comentó que el disco tendría varias colaboraciones con otros artistas y la prensa especuló que algunas de estas podrían ser con Ariana Grande y Blackpink. El 24 de ese mes, anunció que el lanzamiento sería reprogramado al 29 de mayo debido a la pandemia de COVID-19. El 22 de abril, Gaga reveló el listado de canciones de Chromatica, donde confirmó tanto a Grande como a Blackpink dentro del álbum, así como a Elton John. Al día siguiente, BloodPop reveló que productores como Skrillex, Madeon, White Sea, Jacob Kasher, Ryan Tedder, Madison Love, Tom Norris y LIOHN habían trabajado en el álbum.

## Composición y grabación
El 28 de febrero de 2020, durante una entrevista con Zane Lowe para la radio Beats, Gaga aseguró que el álbum abarcaba los géneros pop y dance, y que pese a tratar temas oscuros, la mayoría de las canciones tenían una «vibra positiva», pues quería hacer un álbum que fuera «disfrutable y bailable», pero a la vez con un concepto y significado. También expresó que gran parte de este fue grabado en el estudio de su casa en California, y que el productor BloodPop debió mudarse con ella por unos meses para poder trabajar mejor las ideas. Asimismo, comentó que, a diferencia de sus trabajos anteriores, tuvo una mente más abierta respecto a sus colaboradores y citó como ejemplo a Max Martin, productor de varias canciones de Kelly Clarkson, Katy Perry y Taylor Swift, y con quien Gaga se había abstenido de trabajar en el pasado debido a que quería total control creativo sobre su música. El proceso de grabación fue sumamente complicado debido a su fibromialgia, que hacía que no tuviera energía suficiente para levantarse de la cama y componer o grabar las canciones. También expresó que de no ser por BloodPop, el disco probablemente nunca se hubiera grabado, ya que él la motivó a reunir fuerzas para continuar con el proceso. Añadió que todos los productores involucrados, entre ellos BURNS, Axwell, Rami Yacoub, Benjamin Rice y Tchami, trabajaron equitativamente en el álbum, de manera que sonara más cohesivo y personal.
En una entrevista con Zane Lowe para Apple Music, Gaga sostuvo que sus relaciones fallidas también sirvieron como inspiración para varios temas, entre esos su independencia como mujer y celebrar el dolor. Posteriormente, en una entrevista con TV Groove, mencionó que cuando comenzó a trabajar en el álbum estaba en «un lugar muy oscuro» y fue gracias al apoyo de sus amigos que pudo concretarlo lentamente. Tras escuchar su voz en las grabaciones, sintió que debía hacer feliz a la gente, por lo que el enfoque del disco se centró en la celebración general de la vida.
En una entrevista con la revista Rolling Stone, BloodPop comentó que Chromatica comenzó a ser trabajado en simultáneo con la banda sonora de A Star Is Born a inicios de 2017. El productor se sintió atraído especialmente por el tema «Stupid Love», pero dado que encontraba que carecía de algo, le envió la maqueta a Max Martin. Posteriormente, en noviembre, ambos se reunieron en Kansas City en uno de los camerinos mientras se realizaba el Joanne World Tour y Martin propuso algunas ideas para la canción. Sin embargo, no se pudieron enfocar totalmente en el álbum por la apretada agenda que Gaga tuvo durante los meses siguientes, y no fue hasta enero de 2019 que se concretaron las primeras cinco canciones: «Stupid Love», «Alice», «Enigma», «Rain on Me» y «Free Woman». A partir de este punto, Gaga se dio cuenta de que quería que el álbum fuera dance pop, idea que fue apoyada por BloodPop y Burns, quienes finalmente coincidieron en que «ya era hora de que el mundo volviera a bailar, con música que se sintiera clásica y familiar pero a la vez nueva y fresca». A raíz de ello, los tres empezaron a escuchar distintos temas house populares de los años 1990 y Gaga le prohibió a Tom Norris, mezclador del álbum, utilizar técnicas y herramientas como sidechain para evitar que los sonidos fueran muy modernos. Siguiendo el concepto de Gaga, Norris por su parte compró un compresor antiguo para dar un efecto vintage en tributo a Daft Punk, cuyos primeros trabajos también fueron grabados con compresores de bajo costo.
Una vez que el álbum ya comenzaba a tomar forma, Gaga y BloodPop contactaron a varios exponentes del EDM como Skrillex, Axwell, Tchami, Madeon, Johannes Klahr y Boys Noize. Concretamente, Gaga y BloodPop pidieron a Axwell retocar «Alice» y «Free Woman», y Axwell, divagando por sus registros, encontró la maqueta de «Sine from Above», tema que había trabajado con Sebastian Ingrosso y Ryan Tedder que originalmente iba a ser una colaboración entre Elton John y Daft Punk para el álbum Random Access Memories (2013). Sabiendo que Gaga y John son amigos cercanos, Axwell envió la maqueta a Gaga y BloodPop, y ambos mostraron su aprobación hacia la canción, por lo que Gaga se contactó con John para que grabara su parte; según Axwell, el cantante grabó sus versos mediante una llamada por Skype, ya que se encontraba en Australia por su gira de despedida. BloodPop también mencionó a Rolling Stone que «911» fue la última canción en realizarse, particularmente porque Gaga fue muy insistente a la hora de grabarla. BloodPop trabajó por tres meses en las mezclas de Chromatica junto con Norris y Ben Rice desde enero hasta marzo de 2020, cuando finalmente el álbum se dio por terminado.

## Concepto

### Título y enfoque

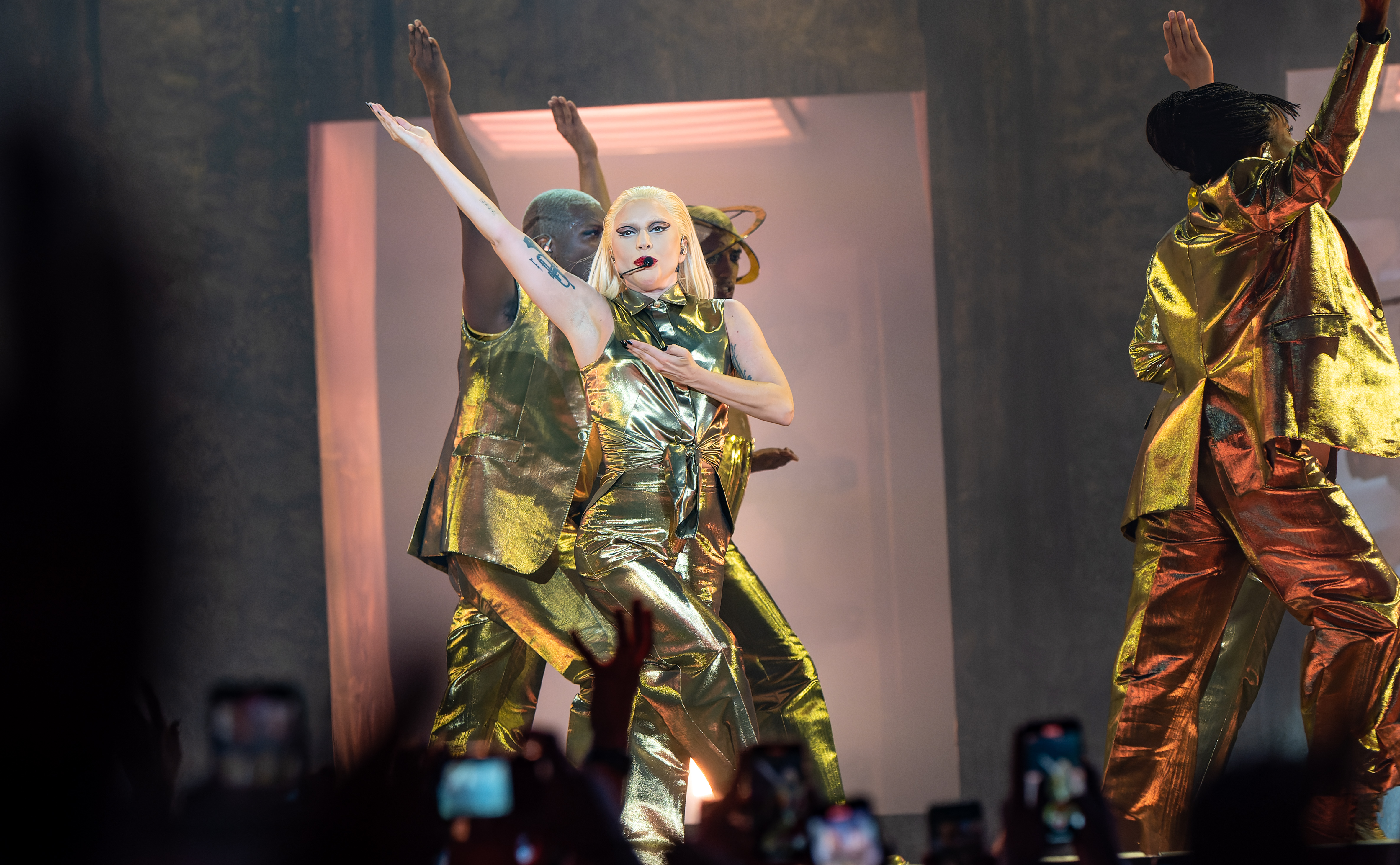
Gaga interpretando «Babylon» durante The Chromatica Ball (2022).

De acuerdo con Gaga, Chromatica es una locación ficticia de su mente en donde se mezclan todos los sonidos y colores, similar a la sinestesia. El título lo sugirió el productor ejecutivo del álbum, BloodPop, y se originó a raíz de las definiciones de la escala cromática y la armonía cromática. Para Gaga, Chromatica celebra la inclusión y la vida, por lo cual el concepto visual del disco abarca todos los colores de la escala cromática. De igual forma, el concepto musical se desarrolla sobre las bases de la armonía cromática, que es de la que nacen todos los sonidos existentes. En el videoclip de «Stupid Love», Chromatica es el nombre del planeta distópico donde se lleva a cabo la guerra entre las tribus. Cada una de ellas tiene su nombre, símbolo y color; el color rosa es atribuido a los Kindness Punks (tribu a la que Gaga pertenece dentro del mundo ficticio), el azul para los Freedom Fighters, el negro para los Junkyard Scavengers, el rojo para los Government Officials, el verde para los Eco Warriors y el amarillo para los Cyber Kids. La cantante detalló:

El símbolo de Chromatica tiene una onda en el centro, que es el símbolo matemático para el sonido y es de donde nacen todos los sonidos, y, para mí, ese sonido es lo que me sanó en la vida, y hacer este álbum me volvió a sanar, y de eso se trata Chromatica en realidad. Se trata sobre sanar y ser valiente, cuando hablamos sobre amor pienso que es importante resaltar el hecho de que hace falta muchísimo valor para amar a alguien [...] Sí, se trata sobre la inclusión, pero es también una forma de pensar. Estamos incluyendo todos los colores, todas las personas, más de lo que podríamos imaginar. Creo que estamos operando en un nivel completamente rudimentario donde encasillamos todo en colores muy simplificados, cuando realmente somos una extrema variedad que derivan de todo, como la genética y epigenética [...] Chromatica es una parte de mi mente, que de cierta forma, es mi forma de expresarme, tanto de forma literal como abstracta. Hacer música y publicarla es mi perspectiva de la vida, y es también el mejor regalo que le puedo ofrecer al mundo.

En una entrevista con la radio francesa NRJ el 13 de marzo, Gaga sostuvo que el álbum buscaba, en términos generales, promover la amabilidad entre las personas y de animarlos a ser ellos mismos. Posteriormente dijo a la revista Paper que la buena vibra del disco se debió a que buscaba «bailar a través del dolor» causado por sus malas experiencias, especialmente el padecimiento de su fibromialgia. Mismo comentario reiteró en una entrevista con Zane Lowe para Apple Music, donde también expresó que se enfocaría en el dance pop, género que no incursionaba desde Artpop (2013). En una entrevista con TV Groove, mencionó que «se obligó a sí misma a volver al pop» y que Chromatica en sí fue un «recordatorio de su amor a la música electrónica». De igual forma, sostuvo que el concepto general también tenía un enfoque social, al mencionar que «está inspirado en el hecho de que cada persona es diferente, en primer lugar en color. Simplemente raza y religión. Las personas no solo son diferentes en términos de individualidad, identidad de género y sexualidad, también somos muy coloridos en varias formas y también en términos de música, en una octava. Hay una escala cromática, lo que significa que los sonidos suben en pasos de semitonos, por lo que los sonidos en la música están muy cerca el uno del otro. Pensé que sería interesante considerarlo como una relación muy estrecha, es decir, somos muy diferentes entre nosotros, pero muy cercanos en muchos aspectos, y existen muchos conflictos con el mundo. Hubo muchas cosas negativas; odio, guerra o enfermedad, y nos preguntamos cómo podríamos curarnos unos a otros y cómo podríamos sobrevivir. Creo que la compasión nos libera, y que la compasión nunca falla».

### Portada
El 3 de abril de 2020, se filtró en Internet la supuesta portada del álbum a través de la tienda de música en línea checa, CD Hudba. Dos días después, Gaga reveló mediante sus redes sociales que dicha portada era la oficial. En ella, se ve a la artista recostada en una estructura metálica rodeada por el símbolo de Chromatica mientras viste una armadura galáctica y plataformas. La portada recibió buenos comentarios de la crítica; la revista Billboard mencionó que «parece sacada de una fabulosa película de acción y ciencia ficción» y que «es como si mezcláramos Mad Max: Fury Road con Alien, pero un toque Gaga». Además, el periódico Metro escribió que «es seguro decir que la estrella ha vuelto a su mejor versión». La fotografía de la portada fue tomada por Norbert Schoerner, bajo la dirección de Nicola Formichetti, mientras que armadura que usa Gaga la confeccionó Cecilio Castrillo.

## Contenido musical
Musicalmente, Chromatica está enfocado a los géneros dance pop, house, disco y electropop, además de contener elementos del bubblegum pop, el eurodance y el new wave. El álbum marca el retorno de Gaga a los géneros afines al EDM luego del soft rock de A Star Is Born (2018), el country pop de Joanne (2016) y el jazz de Cheek to Cheek (2014). Todas las canciones las escribieron Gaga y BloodPop, con apoyo de distintos músicos como Axwell, Johannes Klahr, Justin Tranter, Tchami, Ely Rise, Rami Yacoub, Boys Noize, Burns, entre otros. Los principales tópicos tratados son el feminismo, las enfermedades mentales, el empoderamiento y la celebración, especialmente de las malas experiencias en la vida, desde rupturas amorosas hasta el rechazo. La edición estándar del álbum se divide en tres segmentos y cuenta con un total de trece canciones y tres interludios.
Chromatica abre con la pista «Chromatica I», una sección de cuerdas que es descrita por la artista como «el inicio de un viaje de sanación». Seguidamente, comienza «Alice», en la cual Gaga hace referencia al personaje de Alicia del libro Las aventuras de Alicia en el país de las maravillas (1865), quien busca el País de las maravillas, como una metáfora sobre no rendirse y buscar la felicidad; aunque el tema también hace hincapié en las enfermedades mentales. La canción fue escrita por Gaga, BloodPop, Axwell, Justin Tranter y Johannes Klahr, y está fuertemente influenciada por la música industrial. El álbum continúa con «Stupid Love», un tema dance pop que habla sobre tener el valor de volver a amar luego de haber pasado por una ruptura y lo emocionante que puede ser. Para algunos articulistas, la letra alude a la ruptura de Gaga con su antiguo prometido, Christian Carino. Fue escrita por Gaga, BloodPop, Max Martin, Tchami y Ely Rise. La cuarta pista es «Rain on Me», una colaboración con Ariana Grande de género dance pop e influenciada por la música disco y house que habla sobre «celebrar todas las lágrimas» al hacer referencia a los traumas que pueden experimentarse a lo largo de la vida. Gaga también mencionó que es una metáfora al consumo de alcohol, pues generalmente recurría a este para superar sus problemas. La canción fue escrita por Gaga y Grande con ayuda de Nija Charles, Rami Yacoub, Boys Noize, BloodPop, Burns y Tchami.
El disco continúa con «Free Woman», que fue escrita por Gaga, BloodPop, Axwell y Klahr, y habla sobre la fuerza e independencia de una mujer en el año 2020. La canción pertenece al género eurodance y está influenciada por el acid house. Esta misma tendencia se mantiene con la siguiente canción, «Fun Tonight», que fue escrita por Gaga, BloodPop, Burns y Yacoub, y según la artista, habla sobre su depresión, concretamente cuando está rodeada de sus amigos pero es incapaz de ser feliz a pesar del optimismo de estos. La segunda parte del álbum sigue con «Chromatica II», otro interludio, que da continuidad a «911», una canción techno pop que fue escrita por Gaga, BloodPop, Madeon y Tranter, y habla sobre su consumo de medicamentos neurolépticos. El disco sigue con «Plastic Doll», donde Gaga relata cómo es objetivada por la industria y es forzada a hacer cosas o a ser distinta a sí misma, en referencia al libre uso de las muñecas. La canción, perteneciente al género eurodance fue escrita por Gaga, BloodPop, Skrillex, Jacob Hindlin y Yacoub.
Chromatica sigue con «Sour Candy», una colaboración con el grupo femenino Blackpink de género dance pop con influencias del electropop, el bubblegum pop y el house que habla sobre cómo se pueden mostrar como personas ásperas por fuera, pero son dulces y auténticas por dentro, con el uso de la expresión «caramelo amargo» como metáfora. La canción tiene versos en inglés y coreano, y fue escrita por Gaga, Teddy Park, Madison Love, Rami Yacoub, Burns y BloodPop, con Park siendo el encargado de escribir los versos en coreano. La siguiente pista es «Enigma», escrita por Gaga, BloodPop, Hindlin y Burns. Perteneciente al género electropop con elementos del disco, habla sobre el deseo de Gaga de «ser misteriosa» en una relación. La segunda parte del álbum cierra con «Replay», un tema electropop con influencias del nu-disco donde Gaga habla sobre sus errores del pasado y cómo a veces vuelve a cometerlos. La canción fue escrita por ella, BloodPop y Burns.
La tercera y última parte de Chromatica da inicio con «Chromatica III», el interludio más corto, que da continuidad a «Sine from Above», una colaboración con Elton John de género electropop que habla sobre el poder de sanación que tiene la música. Fue escrita por Gaga, John, BloodPop, Axwell, Yacoub, Rice, Klahr, Ryan Tedder, Richard Zastenker, Sebastian Ingrosso, Vincent Ponte y Salem Al Fakir, y es la canción más larga del álbum, así como la única en superar la marca de cuatro minutos. El disco continúa con «1000 Doves», canción house escrita por Gaga, BloodPop, Yacoub y Tchami, que habla sobre el amor de la artista hacia sus seguidores. Finalmente, el álbum cierra con «Babylon», una canción disco con elementos del hi-NRG que habla sobre cómo los rumores acerca de su vida hicieron que Gaga se sintiera avergonzada en algunos momentos de su carrera. Fue escrita por ella, BloodPop y Burns.

## Recepción

### Comentarios de la crítica
En términos generales, Chromatica obtuvo reseñas mayormente favorables por parte de la crítica especializada, que lo destacaron como su trabajo más consistente hasta dicho momento de su carrera. En el sitio Metacritic, acumuló 79 puntos de 100 sobre la base de 22 reseñas profesionales, que lo convirtieron para entonces en su álbum mejor calificado. En el sitio Album of the Year, sumó 77 puntos de 100 sobre la base de 28 reseñas, mientras que en AnyDecentMusic? promedió 7.6 puntos de 10.
Stephen Thomas Erlewine de Allmusic lo calificó con 4 estrellas de 5 y dijo que «Chromatica ignora totalmente el trap y cualquier otra tendencia de los años 2010 y entrega mucho disco y house, estilos que no solo están en su zona de confort sino que también le permiten explorar libremente el dolor y la pérdida. Puede que Gaga haya perdido el apetito en ser extrañamente provocadora, pero ha aprendido a cómo darle forma a su música, y eso es lo que hace a Chromatica uno de sus álbumes más consistentes y satisfactorios». Leah Greenblatt de Entertainment Weekly le puso una calificación de A- (denotando excelente en el sistema estadounidense) y lo describió como «una audaz tormenta de escarcha que supone un escape de la tristeza, lo malo y lo ordinario, entregado a la velocidad de la luz». Will Hodgkinson del periódico The Times lo calificó con 4 estrellas de 5 y expresó que «Gaga entrega canciones llenas de ganchos, melodía y vitalidad». Chuck Arnold de The New York Post aseguró que «el futurismo dance de Chromatica te lleva a ese lugar en la galaxia de tu mente donde los clubes aún funcionan dentro de la cuarentena». Neil McCormick de The Telegraph le dio 4 estrellas de 5 y dijo que «Chromatica muestra a Gaga en su punto más enérgico y fuerte, y eso es algo de admirar». La revista Attitude lo calificó con 8 puntos de 10 y escribió que «es un álbum que se encarga de combinar una evolución artística fresca con un regreso complaciente para los seguidores a lo que Gaga sabe hacer mejor y tras experimentar con su imagen pública en los últimos años, Chromatica demuestra que la Gaga que es una estrella pop sigue estando en su mejor momento». Annie Zaleski de la revista Time opinó que «Chromatica es, en muchas formas, ideal para sonar en ambientes públicos, como clubes y fiestas, pues la música celebra el poder de sentirse vulnerable con otras personas. La profunda conexión emocional de Gaga con el álbum, así como su compromiso y amabilidad, lo hacen una experiencia auditiva aún más rica en cualquier condición. Consideren a Chromatica la banda sonora de las fiestas de habitaciones más épicas de 2020».
Asimismo, Alexandra Pollard de The Independent lo calificó con 4 estrellas de 5 y sostuvo que la voz de Gaga es «tan rica y estridente como nunca antes, y mientras más desesperada sea la letra, más florecen las melodías» y añadió que «Chromatica es extravagante y en ocasiones pretencioso, pero seguro se irá revelando con el tiempo». Louise Bruton del diario The Irish Times también lo calificó con 4 estrellas de 5 y afirmó que «la presión que el mundo pone en Gaga para salvar el pop en cada uno de sus álbumes es monumental y con Chromatica, una estrella ha renacido en este regreso al pop y le ha dado a sus seguidores exactamente lo que querían». Patrick Ryan de USA Today aseguró que «Chromatica entrega un concepto enérgico y empoderado, que lo convierten en el trabajo más cohesivo y pegadizo de la Madre Monstruo desde Born This Way (2011). Gaga entrega un álbum que ruega ser reproducido en todos los festivales y clubes». Howell Davies del periódico The Sun le dio una calificación de 4 estrellas de 5 y afirmó que «tras doce años desde su debut, Lady Gaga demuestra que aún hay lugar para la música pop en 2020 y guía el camino con un cabello rosa fluorescente e himnos electrónicos, este es un regreso triunfal y su mejor álbum desde Born This Way en 2011». Davies también dio buenos comentarios sobre «Stupid Love» y «Rain on Me», las cuales calificó como «dos de las mejores canciones de 2020», así como «Enigma», «911», «Replay» y «Babylon» que destacan dentro del disco. Patrick Gomez de The A.V. Club dijo que «"enigmática" es una palabra que le queda muy bien a Gaga, sus decisiones pueden ser confusas, y no todas las canciones en el álbum son éxitos, pero sorpresivamente eso es lo que la hace emocionante y nos deja con ganas de más, así que aunque Gaga no sepa quién es aún, sigue siendo disfrutable verla averiguarlo». George Griffiths del periódico Metro lo calificó con 4.5 estrellas de 5 y comentó que «con Chromatica, Gaga logra un regreso y un renacimiento artístico. Ningún álbum pop en 2020 nos ha hecho más felices». Jem Aswad de la revista Variety expresó que:

Chromatica no es como cualquier álbum que se lanza a un mundo que es diferente al que conocíamos, es también un reinicio de la carrera de la artista. Es compacto y consistente, con apenas una canción que supera los cuatro minutos, lo que parece ser (y se logró) diseñado para dejar al oyente deseando más. A pesar de que todas las canciones de Chromatica tienen un ritmo para arrasar en las pistas de baile, las canciones en sí mismas se sienten variadas de muchas formas. Es pop puro y disfrutable, pero con una melancolía sofisticada y emoción tan profunda. Pese a la variedad de músicos involucrados, el álbum se siente cohesivo y unido sónicamente, incluso cuando los temas y melodías varían. Es seguro decir que Chromatica será la banda sonora de muchas fiestas en las semanas por venir. Gaga es una artista extraordinaria y fuerte, tanto en personalidad como actitud, pero sus álbumes pasados mostraron que tal vez estaba indecisa y se estaba saliendo del carril. Pero ahora suena como si supiera exactamente quién es, qué es lo que quiere decir y cómo quiere decirlo, y con Chromatica ha dejado huella sólida para la siguiente fase de su extraordinaria carrera.

Katherine Asaph de Pitchfork Media lo calificó con 7.3 puntos de 10 y expresó que «con una aptitud incomparable, la diva del pop regresa a sus días de dance pop con un álbum fabulosamente divertido y enormemente personal que por ratos es extraño, teatral y ambicioso». Kory Grow de la revista Rolling Stone lo calificó con 4 estrellas de 5 y escribió que «en Chromatica, Gaga deja ver todas las facetas que hicieron que la gente se enamorara de ella en primera instancia: es romántica, excesivamente teatral, verdadera, chismosa, coqueta, y, por sobre todo, una mujer que necesita sanar tras haber sido herida tantas veces. Su objetivo podrá seguir siendo solo bailar, pero ahora se le ve más transparente y más humana que durante The Fame Monster (2009)». Lauren Álvarez de Forbes comentó que «el álbum no solo está lleno de una perfecta mezcla de ritmos dance pegadizos y una producción dramática, sino que también muestra la vulnerabilidad de Gaga sin filtros. El disco en sí es cohesivo y marcado de crudas confesiones acerca de la salud mental y la autoestima. El valor que hay en sus letras, el esfuerzo en alcanzar la perfección con tonos electropop y la transición entre las canciones lo hacen el álbum pop más sólido del año; Gaga no solo revisita sus inicios como artista, sino que le recuerda a los aficionados de la música pop cuánta vulnerabilidad y realidad le hace falta al género, algo que es muy difícil que un artista pop logre hoy día».
| «Mientras que la música pop es mayormente conocida por sus ritmos pegadizos, Gaga demuestra que también puede tener historia y profundidad, y presenciamos su evolución artística en Chromatica. La exponente del pop se mete de lleno para contar su realidad única, comprometiéndose totalmente a quién es y probando que eso puede ser lo más gratificante. Su conciencia, relatos sinceros y motivación a retarse a sí misma personal y profesionalmente hacen que la música pop vuelva a ser estimulante». ——Lauren Álvarez de Forbes sobre Chromatica. |

David Smyth de Evening Standard lo calificó con 4 estrellas de 5 y aseguró que «a falta de clubes, Chromatica lleva la pista de baile a ti. Las únicas pausas que hay para respirar son tres breves interludios orquestales. Fuera de eso, los ritmos house son implacables, los sonidos electrónicos son con orgullo maximalistas y Gaga llega hasta el final con su amplio rango vocal para invocar a las divas de los 90 en temas como el himno de empoderamiento "Free Woman" y la efervescente colaboración con Blackpink, "Sour Candy". Aunque Ariana Grande y Elton John también están presentes, este es el espectáculo de Gaga». Nicholas Hautman de la revista Us Weekly le dio 3.5 puntos de 4 y dijo que «la mayor parte del álbum deja en evidencia el concepto incorrecto que existe de que Gaga alcanzó su pico creativo a los inicios de su carrera. "911" es su canción más extraña (en el buen sentido) desde "Scheiße" en 2011, mientras que "1000 Doves" deja en evidencia lo fácil que puede convertir las emociones en arte con solo un papel y lápiz. Su voz es mejor que nunca, en especial durante los estribillos de "Enigma" y "Plastic Doll"». Joe Rivers de la revista Clash lo calificó con 8 puntos de 10 y sostuvo que «es difícil pensar en un álbum pop de los últimos tiempos que haya mantenido un nivel tan alto de calidad, por no mencionar la ridícula cantidad de energía, con solo escucharlo sientes que estuvieras entrenando a ratos, pero también hay momentos que te llenan de endorfina. Cuando canta que la pista de baile es suya en "Free Woman", de verdad lo sientes».
Evan Sawdey de PopMatters afirmó que «Chromatica es el álbum más vívido y consistente que Gaga ha hecho desde Born This Way (2011), aprovechando todo lo bueno de sus inicios dance pop y dándole un toque fresco». Michael Cragg de The Guardian lo calificó con 4 estrellas de 5 y alabó la profundidad de los temas tratados en las canciones diciendo que «Chromatica explora lo que hay adentro sin acabar con la fiesta». Nick Smith de la revista MusicOMH también lo calificó con 4 estrellas de 5 y dijo que «Chromatica puede sentirse un poco frenético, pero en el camino marca un hábil regreso  los inicios pop de Gaga, resplandeciendo con mucha influencia de los 90. Puede que no haya nada realmente innovador, pero ¿por qué habría de arruinar la fórmula cuando puedes producir temas tan adictivos y empoderados para las pistas de baile? Gaga está de regreso, con todos sus explosivos intactos». Igualmente, Hannah MyIrea de la revista NME le dio 4 estrellas de 5 y comentó que «en Chromatica, Gaga se comprometió totalmente a realizar un álbum pop puro, el álbum está lleno de estribillos pegadizos y una producción lustrosa, pero va mucho más allá de ello. Sin duda te das cuenta de que el álbum es sobre sanar y ser valiente. Con melodías estimulantes y letras llenas de esperanza, Chromatica es una celebración, y se le da muy bien».
Tom Johnson del sitio The Line of Best Fit le dio una puntuación de 9 sobre 10 y aseguró que «Chromatica no es Gaga volviendo a sus inicios, sino un embellecimiento de quién es, y marca un camino hacia arriba y adelante, en un momento donde el mundo necesita música vibrante para olvidar lo que está pasando. Por eso fue que nos enamoramos de ella en primer lugar, por sobresalir y ofrecer explosivos pop que nadie más puede hacer sino Gaga». Tim De Lisle de Daily Mail le otorgó 4 estrellas de 5 y escribió que «sorprendentemente, no hay baladas que cambien la atmósfera a algo más profundo, son simplemente explosivos tras explosivos, pero las letras son lo bastante sólidas y la voz es extraordinaria, grande, desgarradora y quizá un poco ampulosa. Gaga está reinando otra vez, hizo la música para una fiesta a la que todos estamos invitados, no es su culpa que no podamos asistir». Mikael Wood de Chicago Tribune lo calificó con 3 estrellas de 4 y alabó la producción del disco, que describió como «nostálgica y melancólica», especialmente en canciones como «Enigma». El diario Daily Star le colocó una calificación de 8 puntos sobre 10 y afirmó que «con Chromatica, Gaga marca un regreso pronunciado al sonido dance pop pulcro que la convirtió en una estrella hace más de una década». Laura Dzubay de Consequence of Sound le otorgó una calificación de A- (excelente en el sistema estadounidense) y destacó canciones como «Stupid Love», «Free Woman» y «Fun Tonight», además de mencionar que el álbum en cuestión «acarrea un significado a través del sonido de una forma que se pueda sanar a través de la música».
Por otro lado, Sebas E. Alonso de Jenesaispop lo calificó con ocho puntos de diez y destacó a «Stupid Love», «Alice», «Sine from Above» y «Sour Candy» como los mejores temas, particularmente por sus ritmos pegadizos y bailables. Nacho Serrano del periódico ABC señaló que el álbum cuenta con variedad de estribillos pegadizos e infecciosos y opinó que «Gaga libera a la música de todo atisbo de oscuridad, y adjudica a sus letras el encargo de inquietar». Douglas Greenwood de Vogue España dijo que «después de una serie de transformaciones, ha vuelto al dramático estilo disco que nos hizo enamorarnos de ella» y que «se quita las penas en la pista de baile con su nuevo álbum».

### Rendimiento comercial
En los Estados Unidos, Chromatica debutó en el número 1 del Billboard 200 con 274 mil unidades vendidas y se convirtió en el sexto álbum de Gaga en llegar a la cima del conteo. Con ello, Gaga se convirtió también en la artista femenina que más rápido logró seis álbumes número 1 (9 años y 2 días), récord anteriormente ostentado por Taylor Swift (10 años y 9 meses). Asimismo, fue apenas la octava mujer en toda la historia en conseguir que seis de sus álbumes encabezaran el listado. De igual forma, marcó el mayor debut por un álbum femenino en 2020 y quinto en general. Chromatica fue el quincuagésimo álbum más exitoso de 2020 y el octavo más vendido. En mayo de 2024 fue certificado como disco de platino por la RIAA, tras vender más de 1 000 000 de unidades. En Canadá se convirtió en su cuarto álbum en llegar a la cima de su listado de álbumes más vendidos y fue certificado con disco de oro por vender 40 mil unidades. También fue el trigésimo cuarto álbum más exitoso de 2020 en el país.
En el Reino Unido, Chromatica debutó en la primera posición del UK Albums Chart con 53 mil unidades vendidas, con lo que marcó el mayor debut en ventas de 2020 y dio a Gaga su quinto álbum número 1. Dicha cifra fue más de lo que vendió el resto del top 10 de esa semana combinado y fue el mayor debut de un álbum femenino desde Thank U, Next (2019) de Ariana Grande. Fue el vigésimo segundo álbum más vendido de 2020 en el país y el primero en formato de casete. En Irlanda, también debutó en la primera posición y vendió más que el resto del top 5 de esa semana, con lo que Gaga además logró su cuarto álbum número 1. En Francia, llegó al primer puesto y se convirtió en el tercer álbum de Gaga en lograrlo, con lo que se convirtió en la tercera artista femenina internacional en conseguir dicha cantidad, tras Madonna y Céline Dion. También fue certificado con disco de oro por 50 mil unidades vendidas. En los Países Bajos, Chromatica se convirtió en el primer álbum de Gaga en llegar al número 1, mientras que Italia fue el segundo tras Born This Way (2011), además de ser certificado con disco de oro por 25 mil unidades vendidas. Entre los países nórdicos, alcanzó el puesto número 1 en Finlandia, el 2 en Suecia, el 3 en Noruega, el 4 en Dinamarca y el 17 en Islandia. Otros países de Europa donde llegó a la primera posición fueron Austria, Croacia, Estonia, Lituania, Portugal, la República Checa y Suiza. Asimismo, alcanzó la segunda casilla en Grecia, la tercera en Alemania, Bélgica y España, la cuarta en Hungría y la novena en Polonia.
En Australia y Nueva Zelanda, Chromatica debutó en la primera posición de sus respectivas listas y se convirtió en el cuarto álbum de Gaga en alcanzar la cima en ambos países. En Japón, logró la tercera posición, mientras que en Taiwán la primera.

### Reconocimientos
Chromatica fue nominado a los premios Grammy de 2021 como Mejor Álbum de Pop Vocal, siendo el cuarto álbum de Gaga en ser nominado a dicha categoría. La revista Billboard lo incluyó en su lista de los cincuenta mejores álbumes de 2020 en el puesto cinco donde lo describieron como su «trabajo más personal y enfocado». El sitio web Consequence of Sound y la revista Rolling Stone también lo incluyeron en sus listas de los cincuenta mejores álbumes de 2020 en los puestos ocho y once, respectivamente, con Rolling Stone escribiendo que «el recorrido del álbum incluye temas como la lucha, la resiliencia y la sanación, un mensaje que todos necesitábamos oír este 2020». Otros medios que también lo incluyeron en sus listas anuales de los mejores discos de 2020 fueron Allmusic, Crack Magazine y The Guardian.

## Promoción

### Sencillos
En enero de 2020, fue filtrada a través de Internet una pista inédita de Gaga titulada «Stupid Love», la cual Gaga confirmó como primer sencillo de su siguiente álbum el 25 de febrero y cuyo lanzamiento tendría lugar solo tres días después. Su respectivo videoclip, el cual fue dirigido por Daniel Askill, fue lanzado simultáneamente con la canción el 28 de febrero. «Stupid Love» alcanzó la quinta posición en las listas oficiales de éxitos semanales de los Estados Unidos y el Reino Unido, así como el top 10 en otros países como Australia, Canadá, Irlanda y Suiza. Asimismo, recibió certificaciones en países como Canadá y el Reino Unido por sus ventas.
El 15 de mayo de 2020, Gaga confirmó a través de sus redes sociales que el tema «Rain on Me» junto a Ariana Grande sería lanzado como segundo sencillo oficial del álbum el 22 de ese mismo mes. El videoclip de la canción, el cual fue dirigido por Robert Rodríguez, también se lanzó ese día. La canción se convirtió en un éxito tras alcanzar el número 1 en países como Canadá, los Estados Unidos, Irlanda y el Reino Unido, además de haber ingresado al top 10 en Alemania, Australia, Finlandia, Italia, Noruega, Nueva Zelanda, los Países Bajos, Suiza, entre otros. Concretamente, en los Estados Unidos, «Rain on Me» impuso una serie de récords, entre estos la primera colaboración femenina en debutar directamente en la cima del Billboard Hot 100. También se convirtió en el quinto número 1 de Gaga en el país y en el cuarto de Grande.
El 18 de septiembre de 2020, Gaga lanzó «911» como tercer sencillo del álbum en simultáneo con su videoclip. Dirigido por Tarsem Singh, el vídeo muestra a Gaga reviviendo los acontecimientos de un accidente a través de los sueños con múltiples referencias culturales. La crítica y los seguidores de la artista alabaron el clip por lo dramático, colorido y extravagante.

### Gira
El 5 de marzo de 2020, Gaga anunció a través de sus redes sociales la gira del álbum, que se titularía The Chromatica Ball, y el primer comunicado incluyó seis fechas para ciudades como Londres, Boston, Toronto y Nueva York. Como compensación a sus seguidores que no pudieron verla en el Joanne World Tour debido a su forzosa cancelación, la gira iniciaría en París (Francia) el 24 de julio de 2020. Sin embargo, un mes antes del inicio, anunció que todos los conciertos serían pospuestos hasta 2021 a causa de la pandemia de COVID-19 y con ello, la gira iniciaría oficialmente el 25 de julio de 2021, aún en París; pero cerca de su nueva fecha de inicio, fue nuevamente pospuesta hasta 2022 por las restricciones que aún existían por la pandemia.
Finalmente comenzó el 17 de julio de 2022 en Düsseldorf (Alemania) y el espectáculo recibió elogios por parte de la crítica, quienes alabaron aspectos como la puesta en escena, la cohesión del espectáculo y el rendimiento de Gaga en general. La producción de la gira incluyó un escenario inspirado en la arquitectura brutalista, así como vestuarios basados en una estética más oscura similar a la de The Monster Ball Tour. Con un total de 22 conciertos ofrecidos y más de 800 mil entradas vendidas, logró una recaudación de más de 112 millones de dólares. Gaga dirigió y produjo un especial televisivo, Gaga Chromatica Ball, publicado por HBO Max en mayo de 2024.

### Otros medios
Gaga ofreció la primera presentación en vivo en promoción del álbum el 30 de agosto de 2020 durante los MTV Video Music Awards, celebrados en Nueva York. En la actuación, abrió en un pequeño set donde simulaba ver ceremonias anteriores mientras sonaba «Enigma» y «Chromatica II». Posteriormente presenta «911» y poco después Ariana Grande se une y ambas presentan «Rain on Me» acompañada de múltiples bailarines mientras utilizan atuendos fluorescentes color lila y mascarillas personalizadas. Después, Grande se retira y Gaga se cambia de vestuario para cerrar cantando «Stupid Love», primero en acústico en un piano con forma de cerebro y seguidamente su versión oficial mientras ejecuta la coreografía. Varios medios aclamaron la actuación y los atuendos de Gaga, especialmente sus mascarillas, que destacaron como uno de los mejores momentos del evento. La revista Billboard escribió que «cuando Lady Gaga y Ariana Grande compartieron el escenario, fue indudablemente uno de los mayores momentos de la noche». La revista Time sostuvo que «en estos gigantes escenarios distópicos, Gaga mostró por qué ha sido una de las artistas pop más confiables a lo largo de la década, con una voz explosiva, rutinas de baile frenéticas y pasión en sus intervenciones de piano y discursos de aceptación». Durante el evento, Gaga también fue reconocida con el Tricon Award, un galardón que reconoció su talento e impacto como cantante, actriz, icono de la moda y activista, siendo la primera en obtener dicha distinción.
En septiembre, Gaga fue la cara de la fragancia Voce Viva de Valentino Beauty, que utilizó el tema «Sine from Above» para sus comerciales. En diciembre, lanzó junto a Oreo una edición limitada de paquetes de galletas inspirados en el álbum.

## Lista de canciones
- Edición estándar

| Chromatica |                                    | |          |  |
| N.º        | Título                             | Escritor(es) | Duración |  |
| 1.         | «Chromatica I»                     | Lady Gaga, Morgan Kibby | 1:00     |  |
| 2.         | «Alice»                            | Gaga, BloodPop, Axwell, Johannes Klahr, Justin Tranter                                                                                     | 2:57     |  |
| 3.         | «Stupid Love»                      | Gaga, BloodPop, Tchami, Max Martin, Ely Rise                                                                                               | 3:13     |  |
| 4.         | «Rain on Me» (con Ariana Grande)   | Gaga, Ariana Grande, BloodPop, Nija Charles, Rami Yacoub, Boys Noize, Burns, Tchami                                                        | 3:02     |  |
| 5.         | «Free Woman»                       | Gaga, BloodPop, Axwell, Klahr | 3:11     |  |
| 6.         | «Fun Tonight»                      | Gaga, BloodPop, Burns, Yacoub | 2:53     |  |
| 7.         | «Chromatica II»                    | Gaga, Kibby | 0:41     |  |
| 8.         | «911»                              | Gaga, BloodPop, Madeon, Tranter | 2:52     |  |
| 9.         | «Plastic Doll»                     | Gaga, BloodPop, Skrillex, Jacob Hindlin, Yacoub                                                                                            | 3:41     |  |
| 10.        | «Sour Candy» (con Blackpink)       | Gaga, BloodPop, Burns, Yacoub, Madison Love, Teddy Park                                                                                    | 2:37     |  |
| 11.        | «Enigma»                           | Gaga, BloodPop, Hindlin, Burns | 2:59     |  |
| 12.        | «Replay»                           | Gaga, BloodPop, Burns | 3:06     |  |
| 13.        | «Chromatica III»                   | Gaga, Kibby | 0:27     |  |
| 14.        | «Sine from Above» (con Elton John) | Gaga, Elton John, BloodPop, Axwell, Yacoub, Rice, Klahr, Ryan Tedder, Richard Zastenker, Sebastian Ingrosso, Vincent Ponte, Salem Al Fakir | 4:04     |  |
| 15.        | «1000 Doves»                       | Gaga, BloodPop, Yacoub, Tchami | 3:35     |  |
| 16.        | «Babylon»                          | Gaga, BloodPop, Burns | 2:41     |  |
| 42:59      |                                    | |          |  |

- Edición de lujo y exclusiva de Target

| Chromatica |                                        |                                                   |          |  |
| N.º        | Título                                 | Escritor(es)                                      | Duración |  |
| 17.        | «Love Me Right»                        |                                                   | 2:51     |  |
| 18.        | «1000 Doves» (Versión piano)           | Gaga, BloodPop, Yacoub, Tchami                    | 2:49     |  |
| 19.        | «Stupid Love» (Vitaclub Warehouse Mix) | Lady Gaga, BloodPop, Tchami, Max Martin, Ely Rise | 3:41     |  |
| 52:20      |                                        |                                                   |          |  |

- Edición de lujo

| Chromatica |                             |                                                   |          |  |
| N.º        | Título                      | Escritor(es)                                      | Duración |  |
| 20.        | «Stupid Love» (Ellis Remix) | Lady Gaga, BloodPop, Tchami, Max Martin, Ely Rise | 4:11     |  |
| 56:31      |                             |                                                   |          |  |

## Posicionamiento en listas

### Semanales
| América           |                              |    |
| Argentina         | Argentine Albums Chart       | 2  |
| Canadá            | Canadian Albums              | 1  |
| Estados Unidos    | Billboard 200                | 1  |
| Estados Unidos    | Digital Albums               | 1  |
| Estados Unidos    | Top Album Sales              | 1  |
| Estados Unidos    | Dance Electronic Albums      | 1  |
| México            | Top 100 México               | 1  |
| Asia              |                              |    |
| Japón             | Japan Albums                 | 3  |
| Taiwán            | Taiwanese Albums Chart       | 1  |
| Europa            |                              |    |
| Alemania          | German Albums Chart          | 3  |
| Austria           | Ö3 Austria Top 40            | 1  |
| Bélgica (Flandes) | Ultratop 200 Albums          | 3  |
| Bélgica (Valonia) | Ultratop 200 Albums          | 2  |
| Croacia           | Croatian Top 40 Albums Chart | 1  |
| Dinamarca         | Danish Albums Chart          | 4  |
| Escocia           | Scottish Albums Chart        | 1  |
| España            | Spanish Albums Chart         | 3  |
| Estonia           | Albumid Tipp-40              | 1  |
| Finlandia         | Finnish Albums Chart         | 1  |
| Francia           | French Albums Chart          | 1  |
| Grecia            | IFPI Albums Sales Chart      | 2  |
| Hungría           | Top 40 album- lista          | 4  |
| Irlanda           | Irish Albums Chart           | 1  |
| Islandia          | Tonlist                      | 17 |
| Italia            | Italian Albums Chart         | 1  |
| Lituania          | Lithuanian Albums            | 1  |
| Noruega           | Norwegian Albums Chart       | 3  |
| Países Bajos      | Dutch Albums Top 100         | 1  |
| Polonia           | Polish Albums Chart          | 9  |
| Portugal          | Portuguese Albums Chart      | 1  |
| Reino Unido       | UK Albums Chart              | 1  |
| República Checa   | Czech Albums Chart           | 1  |
| Suecia            | Swedish Albums Chart         | 2  |
| Suiza             | Swiss Albums Chart           | 1  |
| Oceanía           |                              |    |
| Australia         | Australian Albums Chart      | 1  |
| Nueva Zelanda     | New Zealand Albums Chart     | 1  |

### Sucesión en listas
| Predecesor: Notes on a Conditional Form de The 1975 | Scottish Albums Chart — Álbum número 1 (2 semanas) 5 de junio de 2020 — 18 de junio de 2020   | Sucesor: MTV Unplugged (Live at Hull City Hall) de Liam Gallagher |
| Predecesor: M.I.L.S. 3 de Ninho                     | French Albums Chart — Álbum número 1 5 de junio de 2020 — 12 de junio de 2020                 | Sucesor: Chaise Pliante de Hatik                                  |
| Predecesor: Dissimulation de KSI                    | Irish Albums Chart — Álbum número 1 (2 semanas) 5 de junio de 2020 — 18 de junio de 2020      | Sucesor: MTV Unplugged (Live at Hull City Hall) de Liam Gallagher |
| Predecesor: ELO de Drefgold                         | Italian Albums Chart — Álbum número 1 5 de junio de 2020 — 12 de junio de 2020                | Sucesor: Vita Vera de Tedua                                       |
| Predecesor: Illmatic de Nas                         | Dutch Albums Top 100 — Álbum número 1 5 de junio de 2020 — 12 de junio de 2020                | Sucesor: After Hours de The Weeknd                                |
| Predecesor: Notes on a Conditional Form de The 1975 | UK Albums Chart — Álbum número 1 (2 semanas) 5 de junio de 2020 — 18 de junio de 2020         | Sucesor: MTV Unplugged (Live at Hull City Hall) de Liam Gallagher |
| Predecesor: Notes on a Conditional Form de The 1975 | Australian Albums Chart — Álbum número 1 (2 semanas) 6 de junio de 2020 — 20 de junio de 2020 | Sucesor: Akilotoa (Anthology 1994-2006) de Vika & Linda           |
| Predecesor: Six60 (3) de Six60                      | New Zealand Albums Chart — Álbum número 1 6 de junio de 2020 — 13 de junio de 2020            | Sucesor: Six60 (3) de Six60                                       |
| Predecesor: Wunna de Gunna                          | Canadian Albums — Álbum número 1 (3 semanas) 7 de junio de 2020 — 4 de julio de 2020          | Sucesor: After Hours de The Weeknd                                |
| Predecesor: Wunna de Gunna                          | Billboard 200 — Álbum número 1 7 de junio de 2020 — 14 de junio de 2020                       | Sucesor: My Turn de Lil Baby                                      |

### Anuales
| Alemania          | German Albums Chart      | 73 |
| Australia         | Australian Albums Chart  | 22 |
| Austria           | Ö3 Austria Top 40        | 67 |
| Bélgica (Flandes) | Ultratop 200 Albums      | 48 |
| Bélgica (Valonia) | Ultratop 200 Albums      | 41 |
| Canadá            | Canadian Albums          | 34 |
| España            | Spanish Albums Chart     | 32 |
| Estados Unidos    | Billboard 200            | 50 |
| Estados Unidos    | Top Album Sales          | 8  |
| Estados Unidos    | Dance Electronic Albums  | 1  |
| Francia           | French Albums Chart      | 64 |
| Irlanda           | Irish Albums Chart       | 44 |
| Italia            | Italian Albums Chart     | 37 |
| Nueva Zelanda     | New Zealand Albums Chart | 47 |
| Países Bajos      | Dutch Albums Top 100     | 50 |
| Reino Unido       | UK Albums Chart          | 22 |
| Suecia            | Swedish Albums Chart     | 86 |
| Suiza             | Swiss Albums Chart       | 30 |

### Certificaciones
| Territorio     | Organismo certificador | Certificación | Ventas certificadas | Ref.    |
| -------------- | ---------------------- | ------------- | ------------------- | ------- |
| Australia      | ARIA                   | Oro           | 35 000              | [ 17 ]  |
| Austria        | IFPI - Austria         | Oro           | 7500                | [ 191 ] |
| Canadá         | Music Canada           | Platino       | 80 000              | [ 15 ]  |
| España         | PROMUSICAE             | Oro           | 20 000              | [ 192 ] |
| Estados Unidos | RIAA                   | Platino       | 1 000               | [ 16 ]  |
| Francia        | SNEP                   | Platino       | 100 000             | [ 104 ] |
| Italia         | FIMI                   | Platino       | 50 000              | [ 106 ] |
| Noruega        | IFPI — Noruega         | Oro           | 10 000              | [ 193 ] |
| Nueva Zelanda  | Recorded Music NZ      | Platino       | 15 000              | [ 194 ] |
| Polonia        | ZPAV                   | Platino       | 20 000              | [ 195 ] |
| Reino Unido    | BPI                    | Oro           | 100 000             | [ 122 ] |
| Singapur       | RIAS                   | Oro           | 5000                | [ 196 ] |
| Suiza          | IFPI — Suiza           | Oro           | 10 000              | [ 197 ] |
| Dinamarca      | IFPI Dinamarca         | Oro           | 10 000              | [ 198 ] |

## Premios y nominaciones
| Año  | Premiación             | Categoría                             | Resultado | Ref.            |
| ---- | ---------------------- | ------------------------------------- | --------- | --------------- |
| 2020 | LOS40 Music Awards     | Mejor Álbum Internacional             | Nominado  | [ 199 ] [ 200 ] |
| 2020 | People's Choice Awards | El Álbum de 2020                      | Nominado  | [ 201 ]         |
| 2021 | Billboard Music Awards | Mejor Álbum de Dance/Electronic       | Ganador   | [ 202 ]         |
| 2021 | Japan Gold Disc Awards | Álbum del Año Internacional           | Ganador   | [ 203 ]         |
| 2021 | Japan Gold Disc Awards | Los 3 Mejores Álbumes Internacionales | Ganador   | [ 203 ]         |
| 2021 | Premios Grammy         | Mejor Álbum Vocal de Pop              | Nominado  | [ 11 ]          |

## Dawn of Chromatica
El 4 de abril de 2021, BloodPop comentó a través de Twitter que existía la posibilidad de un álbum de remezclas de Chromatica y poco después confirmó que estaba trabajando con Rina Sawayama y Charli XCX, además que estaba interesado en incluir la versión de «Babylon» utilizada en los primeros comerciales de Haus Laboratories. En los meses siguientes, fue confirmada la participación de diversos músicos como Dorian Electra, Bree Runway, Ashnikko, Pabllo Vittar, entre otros. Gaga hizo mención del trabajo por primera vez por medio de Twitter el 10 de agosto y BloodPop confirmó que el álbum sería lanzado ese mismo mes, pero luego explicó que la decisión quedaba de parte del sello discográfico. El 30 de agosto, Gaga reveló a través de Twitter que el álbum se titularía Dawn of Chromatica y sería lanzado el 3 de septiembre, e incluiría un total de catorce remezclas; dos para «Babylon» y una por cada canción de la edición estándar, sin contar los interludios. También fue revelada la portada, la cual era un derivado de la carátula original del disco.